# 代王城遗址
代王城遗址是中国战国时期代国都城的遗址，位于中国河北省张家口市蔚县代王城镇，1982年7月23日被列为河北省文物保护单位，2001年被列为第五批全国重点文物保护单位。
代王城址的历史年代为汉代。